# 琚定一
琚定一（1913年—2006年），男，江苏吴县人，中国化工机械专家，曾任华东化工学院教授、博士生导师。